# Akiko Wakabayashi
Akiko Wakabayashi (Tóquio, 26 de agosto de 1941) é uma ex-atriz japonesa, que nos anos 60 teve fama mundial como bond girl do filme Com 007 Só Se Vive Duas Vezes, quinto filme da série de James Bond estrelado por Sean Connery.
Antes disso, Akiko era uma das atrizes mais requisitadas do cinema nacional japonês, mais especialmente nos filmes de terror-monstros-ficção científica pelos quais a produtora Toho ficou conhecida fora do Japão. Quando veio a se tornar uma estrela internacional como 'Aki', em 1967 com o filme de James Bond, já havia participado de diversos filmes no país.
Ela havia sido escalada em princípio para o papel de 'Kissy Suzuki', a gueixa que se 'casa' com o espião inglês, mas após uma estadia de três meses em Londres com a colega de elenco Mie Hama, selecionada para o papel de 'Aki', a dificuldade desta com o aprendizado do inglês fez com os papéis fossem trocados e Akiko ficasse com a personagem maior, Suki, a agente do serviço secreto japonês envenenada pelos inimigos de Bond.
Por sugestão sua, o nome da personagem passou de 'Suki' para 'Aki', pelo fato dela já ter feito um papel com esse nome em What's Up, Tiger Lily, comédia de espionagem dirigida pelo então iniciante Woody Allen no Japão, um ano antes, em que ela e Mie Hama também trabalharam.
Akiko Wakabayashi fez apenas mais um filme - e uma aparição como convidada numa série de TV - após virar uma celebridade mundial com o sucesso de Com 007 Só Se Vive Duas Vezes, desaparecendo em seguido tanto da tela grande quanto da pequena. Numa entrevista anos depois, disse que desistiu da carreira após uma grave contusão que teria sofrido durante uma filmagem.